# Psammogeton canescens
Psammogeton canescens är en flockblommig växtart som först beskrevs av Dc., och fick sitt nu gällande namn av Wilhelm Vatke. Psammogeton canescens ingår i släktet Psammogeton och familjen flockblommiga växter.

## Underarter
Arten delas in i följande underarter:
- P. c. villosum
- P. c. villosum